# Cerro Luna, Mexiko
Cerro Luna är en ort i Mexiko.   Den ligger i kommunen Santa Cruz Zenzontepec och delstaten Oaxaca, i den sydöstra delen av landet, 400 km söder om huvudstaden Mexico City. Cerro Luna ligger 660 meter över havet och antalet invånare är 136.
Terrängen runt Cerro Luna är kuperad söderut, men norrut är den bergig. Terrängen runt Cerro Luna sluttar västerut. Runt Cerro Luna är det glesbefolkat, med 17 invånare per kvadratkilometer. Närmaste större samhälle är Piedra que Menea, 8,8 km sydost om Cerro Luna. I omgivningarna runt Cerro Luna växer huvudsakligen savannskog.